# Лихачёв, Владимир Александрович
Владимир Александрович Лихачёв (6 января 1931, деревня Палицы, Струго-Красненский район, Псковская область, Российская ССР, СССР — 26 марта 1996, Санкт-Петербург, Россия) — советский и российский учёный-физик, специалист в области физического материаловедения, доктор физико-математических наук, профессор.

## Биография
Родился 6 января 1931 года в деревне Палицы Струго-Красненского района Псковской области. Мать Владимира была крестьянкой, а отец, имея высшее зоотехническое образование, работал директором совхоза. Владимир окончил в Пскове среднюю школу и уже в 1950 году поступил на физико-механический факультет Ленинградского политехнического института им. М. И. Калинина. В студенческие года играл на валторне в духовом оркестре, вёл общественную работу, занимался авиационным и парашютным спортом. В 1956 году В. А. Лихачёв окончил институт по специальности «Техническая физика», получив диплом с отличием, и начал работать учителем в средней школе. С 1956 по 1959 год — ассистент на кафедре металловедения ЛПИ, затем — аспирант на этой же кафедре, научный руководитель академик АН УССР Н. Н. Давиденков. Во время обучения В. А. Лихачёвым было опубликовано около 30 работ и монография «Необратимое формоизменение металлов при циклическом тепловом воздействии» в соавторстве с Н. Н. Давиденковым.
После досрочного окончания аспирантуры в 1959 году работал старшим лаборантом в Физико-техническом институте им. А. Ф. Иоффе (ФТИ). В 1959—1963 годах работал младшим научным сотрудником ФТИ, а с 1963 года и по 1973 год — старший научный сотрудник. C 1973 года работал руководителем лаборатории Прочности материалов Санкт-Петербургского государственного университета. В штат лаборатории входило всего шесть человек: ассистент (З. П. Каменцева), инженер, механик и три лаборанта. После прихода Лихачёва в лабораторию стали приходить новые кадры, среди них Кузьмин С. Л., Хайров Р. Ю., Волков А. Е., Беляев С. П., Разов А. И. За активную научно-педагогическую работу В. А. Лихачёву в 1992 году было присвоено учёное звание профессора по специальности «Физика твёрдого тела».
Владимир Александрович Лихачёв скончался 26 марта 1996 года в Санкт-Петербурге.

## Научная деятельность
В 1959 году В. А. Лихачёв защитил кандидатскую диссертацию на тему «Исследование некоторых случаев необратимого теплового расширения металлов», а в 1973 году докторскую диссертацию на тему «Деформация металлов в переменном температурном поле». В докторской диссертации он впервые определил и систематически исследовал два новых явления: температурное последействие и температурное упрочнение. В семидесятые годы вышел цикл работ, посвящённых взаимодействию лазерного излучения с веществом. Ещё будучи кандидатом наук, В. А. Лихачёв выполнял разные работы промышленного значения. В частности, он являлся консультантом по материалам для атомных реакторов на заре развития ядерной энергетики. Также Владимир Александрович исследовал способности материалов с эффектом памяти формы превращать тепловую энергию в механическую. Являлся участником работ по изготовлению инструментов для лечения переломов тазобедренных костей из сплавов, проявляющих упругость и память формы.
В конце шестидесятых — начале семидесятых годов В. А. Лихачёв уже признавался научным сообществом, как один из ярких лидеров. Вершиной его научного творчества и любимым детищем являлась структурно-аналитическая теория прочности, в которой физический и механический подходы к проблеме деформации и разрушения твёрдых тел синтезированы в единую органичную систему.
Одним из главных своих достижений в области прикладной науки сам Владимир Александрович считал создание технологии сборки крупногабаритных конструкций в открытом космосе. В. А. Лихачёв с особой ответственностью подошёл к задаче построения экспериментальной фермы на поверхности орбитальной станции «Мир». Проект и сама ферма носили название «Софора». Работы начались в 1986 году, лаборатории было выделено специальное помещение для сборки и испытаний 15-метровой конструкции. Собственно научная задача заключалась в создании технологии сборки элементов конструкций без применения болтовых или замковых соединений или других способов. Соединение элементов ферменной конструкции с помощью муфт из сплава с памятью формы должно было предусматривать высокую надёжность в условиях переменных нагрузок при изменении температуры в широком интервале. Поэтому уже в июле 1991 года два космонавта А. Арцебарский и С. Крикалёв в открытом космосе собрали и установили ферму на поверхности орбитальной станции. Сотрудничество В. А. Лихачёва с НПО «Энергия» успешно продолжалось и далее. В штат станции «Мир» вошла ещё одна саморазвертывающаяся конструкция-ферма, в которой материалы с памятью формы использовались в качестве силовых приводов развёртывания. В последние годы жизни плодотворно сотрудничал с Санкт-Петербургским ЦНИИ РТК. Принимал участие в разработке узлов для роботов с использованием свойств сплавов с памятью формы.

### Научно-организационная деятельность
Был членом многих редколлегий журналов. А именно «Трение и износ», «Известия вузов», «Физика», «Физика и химия стекла», «Журнал технической физики». Член Совета Дома Учёных им. М.Горького в Санкт-Петербурге. Являлся с 1978 года председателем секции прочности и пластичности им. Н. Н. Давиденкова при Петербургском Доме Учёных, а также является основателем и руководителем семинара «Актуальные проблемы прочности». Создатель и руководитель Межгосударственного координационного Совета по физике прочности и пластичности материалов. Инициатор и руководитель Петербургских Чтений по проблемам прочности. С 1959 по 1996 годы В. А. Лихачёв принял участие приблизительно в 150 конференциях.
По инициативе и участии Межгосударственного координационного Совета по физике прочности и пластичности материалов (МКС) созданного в 1992 году, Владимиром Александровичем, только с того же года было проведено 25 Международных конференций «Актуальные проблемы прочности», которые прошли в городах: Санкт-Петербург (1995, 1996, 2001 годах), Великий Новгород (1992, 1994, 1997, 2002 годах), Псков (1993, 1999 годах), Вологда (1992, 2006 годах), Тамбов (1992, 2003 годах), Ухта (1992 года), Черноголовка (2002 года), Калуга (2004 года), Белгород (2006 года), Нижний Новгород (2008 года), Тольятти (2009 года), Витебск (2000, 2004, 2007, 2008 годах), Киев (2001, 2010 годах), Харьков (2011 года).

### Работа по подготовке учёных
Владимир Александрович в разные годы читал лекции по курсам «Общая физика», «Физика металлов», «Физика прочности», «Механика материалов», «Теория дефектов в кристаллах» в различных вузах России. Владимир Александрович стал научным руководителем для сорока кандидатов наук и десяти докторов наук.

## Изобретательская деятельность
Владимир Александрович Лихачёв являлся автором 77 авторских свидетельств на изобретения и патентов. Список некоторых из них показывает широту его научных интересов:
- Лихачёв В. А., Мышляев М. М. Способ обработки металлов. А.С. № 443921 СССР. 1972
- Лихачёв В. А., Мозгунов В. Ф. Тепловой мартенситный двигатель. Патент РФ № 1 315 649. 1985
- Лихачёв В. А., Разов А. И., Тарасов А. В. и др. Неразъёмное термомеханическое соединение элементов и способ его получения А.С.284212 СССР. 1987
- Лихачёв В. А., Мозгунов В. Ф. Система теплообеспечения мартенситного привода А.С. № 1475266 СССР. 1987
- Лихачёв В. А., Ковалёв А. А., Ничипор В. В. и др. Расточной резец для финишной обработки. Патент РФ № 1 523 257. 1988
- Чернявский А. Г., Кравченко Ю. Д., Трусов С. Н., Смольский Ю. И., Лихачёв В. А., Разов А. И. Ручной инструмент для космонавта. Патент РФ № 2 005 675. 1990
- Ваучский А. Н., Коротынский А. В., Лихачёв В. А., Тимофеев С. С. Ядерная энергетическая установка. Патент РФ № 2 122 248. 1995
- Зеленов Б. А., Крылов Б. С., Лихачёв В. А. и др. Внутриматочный контрацептив. Патент РФ № 2 106 837. 1995